# Frigyes Riesz
Frigyes Riesz (Győr, 22 gennaio 1880 – Budapest, 28 febbraio 1956) è stato un matematico ungherese.
Fratello maggiore del matematico Marcel Riesz, è stato rettore e professore dell'Università di Seghedino.
Riesz ha sviluppato parte del lavoro fondamentale dello sviluppo dell'analisi funzionale; la sua opera ha varie importanti applicazioni in fisica. Il suo lavoro si è basato su idee introdotte da Maurice René Fréchet, Henri Lebesgue, David Hilbert e altri. Ha fornito anche importanti contributi in altre aree, inclusa la teoria ergodica, ove ha dato una dimostrazione elementare del Teorema ergodico.

## Pubblicazioni
- F. Riesz, B. Sz-Nagy, Functional Analysis, Dover, 1990, ISBN 0-486-66289-6.